# Peter Wickblom

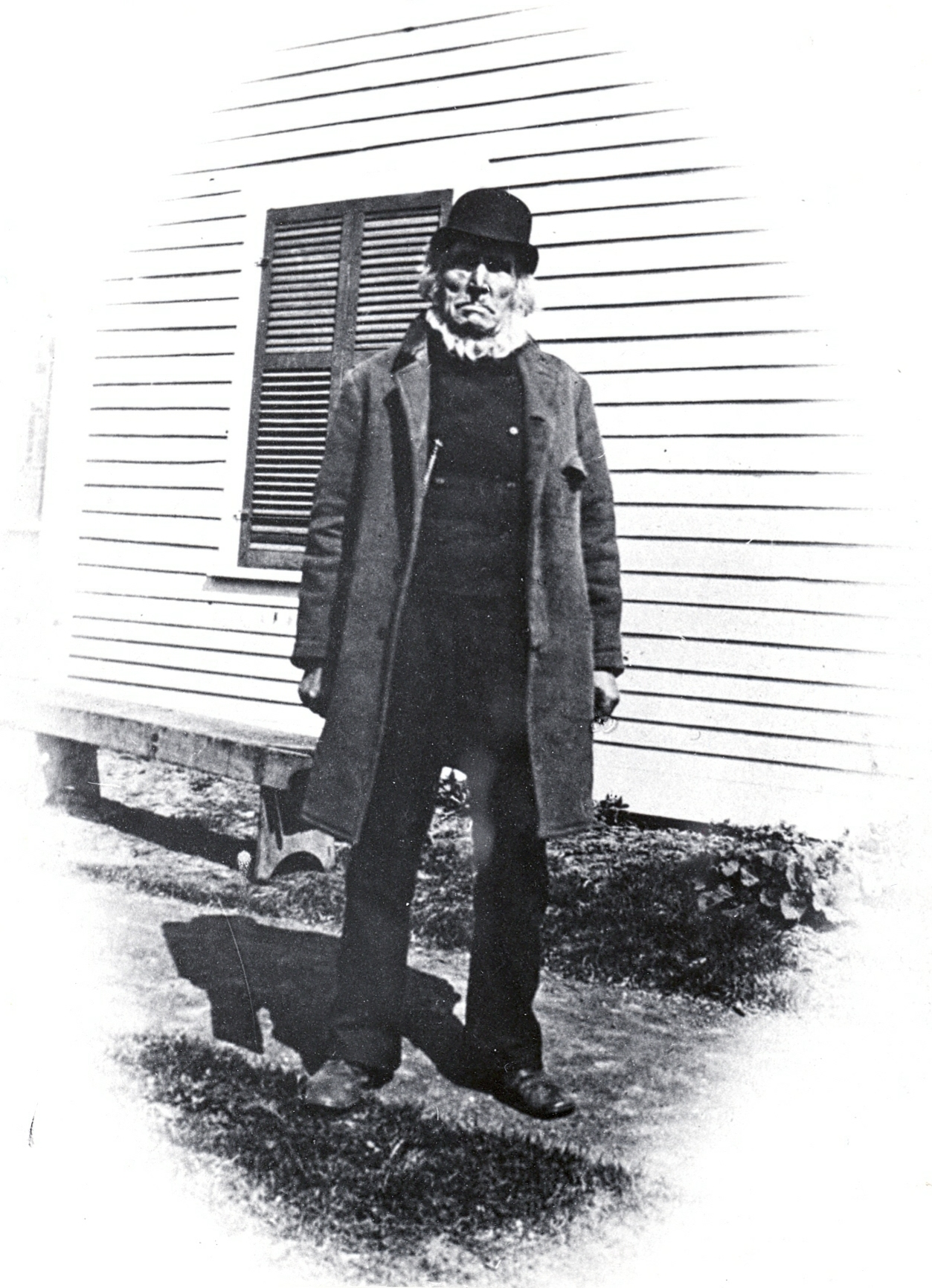
Peter Wickblom i Bishop Hill-kolonin, Illinois, USA i början av 1900-talet.

Peter Wickblom, född 14 februari 1810 i Alfta socken, Hälsingland, död  20 april  1906 i Bishop Hill-kolonin, Illinois, USA, var en svensk skomakare. 
Wickblom blev den 3 april 1904 intervjuad av Jonas Berggren med hjälp av en fonograf. Denna intervju är världskänd då Wickblom har den äldsta ännu bevarade inspelade svenska rösten, samt den tredje tidigast födda människa som fått sin röst inspelad. Wickblom berättar om sin emigration till Amerika. Han reste tillsammans med vännen Erik Jansson 1846. Resan tog enligt Wickblom själv 21 veckor och intervju med denne kan läsas nedan:
""Då ja for frå Amerika... vart sjömännen villad av en fiskarbåt å tänkte de var en fyrbåk å for bortikok... så skeppe törna omkring. Ovanför de braka, så vattne forsa in i lastluckan ongefär spjällock.. Å vi tell å pumpa. Å då kom kvinnerna å jämra sej å gret å sa de (hostning) öka. Oj, oj. En sjöman på tolv år, han stanna av. Ingenting e loss. Men kärringa! Du föstår inte, sa han. Nä, fast far min e gammal å che, så låter Gud oss komma i lann, eller hur pappa? Jo, visst kommer vi te lann, sa ja. Å vi tell å pumpa. Vi va många starka kära. Pumpa en femton minuter på man. Så rätt som de e börja de minska. Å vi pumpa läns, (hostning). Å de e trolit att skeppe (hostningar) täte, så de stige å lääke. Så kom de en, en lursbåt å tog oss te England. Te Kove... Va vi inne på docka där, å va där i sju vecker, innan vi... kunna fära säger av. Skulle tro ja va tjugoen vecker på skeppe.
De e den tredje april 1904. Ja e född den... 14 februari 1810, så ja e nittifyra år å nåra månader."